# Niimi
Niimi (Japans: 新見市, Niimi-shi) is een stad in de Japanse prefectuur Okayama. Begin 2014 telde de stad 31.924 inwoners.

## Geschiedenis
Op 1 juni 1954 kreeg Niimi het statuut van stad (shi). In 2005 werden de gemeenten Osa (大佐町), Shingo (神郷町), Tessei (哲西町) en Tetta (哲多町) toegevoegd aan de stad.

## Partnersteden
- Xinyang, China sinds 1992
- New Paltz, Verenigde Staten sinds 1998
- Sidney, Canada sinds 2008

Steden:
Akaiwa · Asakuchi · Bizen · Ibara · Kasaoka · Kurashiki · Maniwa · Mimasaka · Niimi · Okayama (hoofdstad) · Setouchi · Soja · Takahashi · Tamano · Tsuyama

Districten:
Aida · Asakuchi · Kaga · Katsuta · Kume · Maniwa · Oda · Tomata · Tsukubo · Wake
Gemeenten per district